# Мексиканский Техас

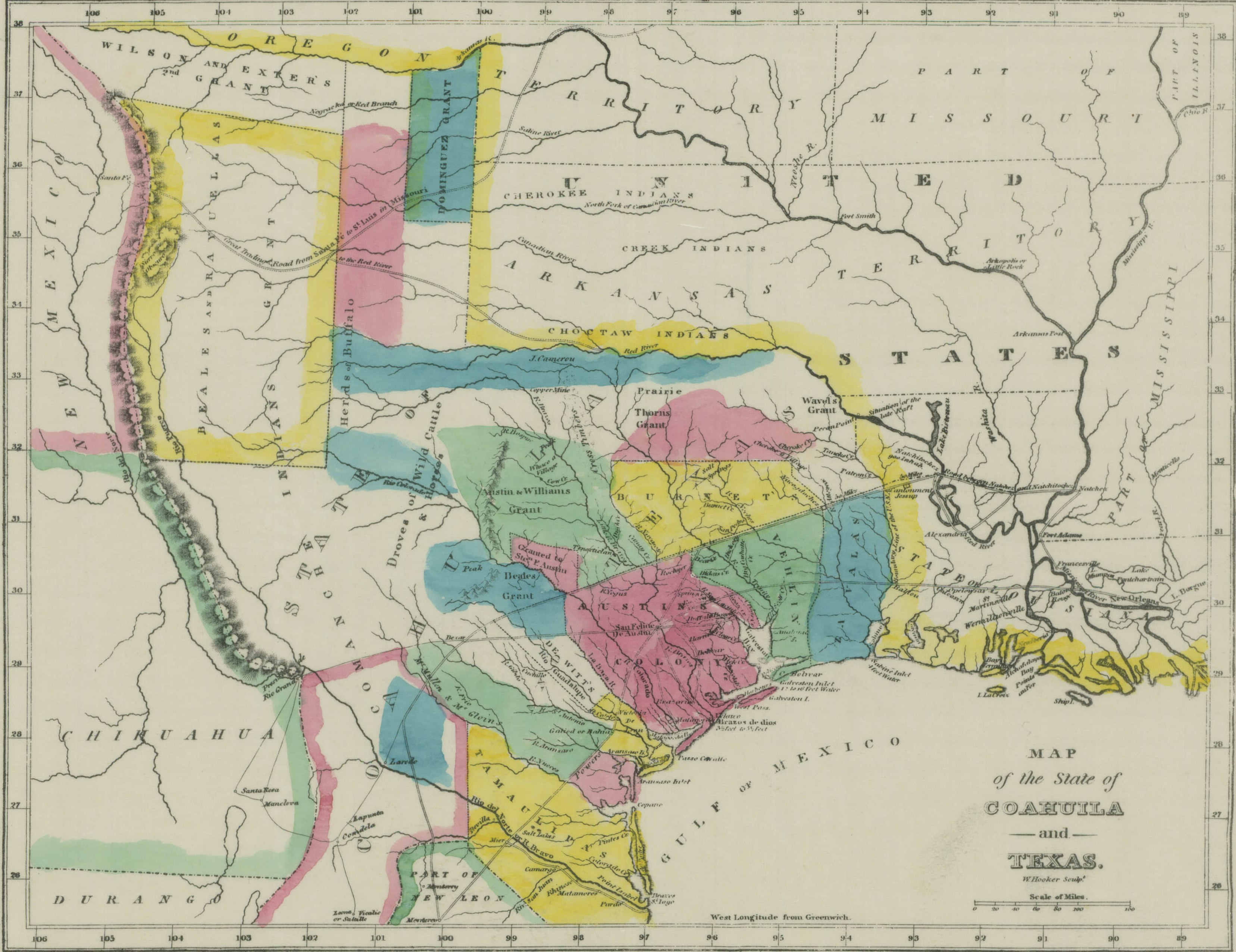

Мексиканский Техас — название, данное историками, относящиеся к периоду с 1821 по 1836 годы, когда штат находился под началом Мексиканского правительства. Начало этого периода ознаменовалось победой мексиканцев над Испанией в войне за независимость в 1821 году.
На протяжении первых нескольких лет его существования, руководство в Мексиканском Техасе осуществлялось подобно тому, как это было при Испанской короне. Первые преобразования внесла Конституция Мексики от 1824 года, соединившая провинцию Техас с провинцией Коауила, результатом которых, стало образование нового штата Коауила-и-Техас. В том же году, Мексика ввела Основной закон колонизации, в соответствии с которым все главы поселений, независимо от их расы или иммигрантского статуса, должны были просить земли в Мексике. Первым такое право получил Стефен Остин, который затем образовал колонию из 300 американских семей (ныне известную как «Старые три сотни»). Позднее данный акт был ратифицирован Мексиканским правительством и ещё двадцать три других импресарио привезли переселенцев на территорию штата, большинство из которых были американцами. Многие англо-американские переселенцы владели рабами. И вследствие этого мексиканский президент Анастасио Бустаманте предоставил Техасу годовое освобождение от Всеобщего Мексиканского Указа от 1829 года, запрещавшего рабство. Для того, чтобы обойти предписания закона многие англо-американские колонисты перевели рабов в статус слуг, работающих в соответствии с договором. Хотя, по большому счету, они выполняли прежние функции. К 1836 году в Техасе насчитывалось около пяти тысяч рабов.
Кроме этого, Бустаманте запретил миграцию жителей Соединённых Штатов на территорию Мексики, вследствие чего были созданы несколько новых крепостей для мониторинга иммиграции и контроля торговли. Разгневанные колонисты в 1832 году созвали собрание, на котором они яростно требовали разрешение американским гражданам мигрировать в Техас. Ещё более радикальные лозунги прозвучали на съезде 1832 года, которые требовали отделения Техаса от Мексики. Несмотря на то, что правительством были предприняты некоторые меры для удовлетворения требований колонистов, действия президента Лопеза де Санта Анны по преобразованию Мексики из федерального государства в централизованное послужили причиной начала восстания Техасских колонистов. Первые серьёзные столкновения произошли 26 июня 1832 года в битве при Веласко. Декларация о независимости Техаса была подписана 2 марта 1836 года, а революция завершилась 21 апреля 1836 года, после того как мексиканская армия Санта-Анны была разбита в сражении под Сан-Хасинто.